# Andy Richter
Andy Richter est un acteur américain né le 28 octobre 1966 à Grand Rapids, Michigan (États-Unis).

## Filmographie
- 1993 : Complot meurtrier contre une pom-pom girl (TV) : Police Officer
- 1994 : Cabin Boy : Kenny
- 1996 : Good Money : Happy
- 1998 : The Thin Pink Line : Ken Irpine
- 2000 : Docteur T et les femmes : Eli
- 2001 : Malcolm (série télévisée) : (saison 3, épisode 19) Dr.Kennedy
- 2001 : Dr. Dolittle 2 : Eugene Wilson
- 2001 : Pootie Tang : Record Executive
- 2001 : Scary Movie 2 : Father Harris
- 2002 : Run Ronnie Run (en) de Troy Miller : Network Executive #2
- 2002 : Martin & Orloff : Maitre 'D
- 2002 : Big Trouble : Jack Pendick / Ralph Pendick
- 2002 : Le Royaume des chats : Natoru (voix)
- 2002 : Frank McKlusky, C.I. (vidéo) : Herb
- 2002 : God Hates Cartoons (vidéo) : Drinky Crow
- 2002 : The True Meaning of Christmas Specials (TV) : Priest
- 2002-2004 : Le Monde merveilleux d'Andy Richter (série télévisée) : Andy Richter
- 2003 : Harry's Girl (TV) : Harry (voix)
- 2003 : The Lunchbox Chronicles (TV)
- 2003 : Mon boss, sa fille et moi : Red Taylor
- 2003 : Elfe : Morris
- 2004 : Lenny the Wonder Dog : Lenny (voix)
- 2004 : Death and Texas : Congressman Jack Levanyt
- 2004 : Escapade à New York : Bennie Bang
- 2004 : Seeing Other People : Carl
- 2005 : Madagascar : Morty (voix)
- 2005 : A.S.S.S.S.C.A.T.: Improv (TV) : Performer
- 2005-2013 : Arrested Development (série télévisée) : Andy Richter, Chareth Richter, Donnie Richter, Emmett Richter et Rocky Richter-Wang
- 2006 : Talladega Nights: The Ballad of Ricky Bobby
- 2007-2008 : Monk (saison 5, épisode 11 et Saison 7, épisode 7) (série télévisée) : Hal Tucker
- 2008 : Madagascar 2 : Morty (voix)
- 2009 : Chuck (saison 2, épisode 13) (série télévisée) : Brad
- 2012 : Madagascar 3 : Morty (voix)
- 2020 : Allô la Terre, ici Ned : lui-même (saison 1, épisode 1)